# Distrito de Minden-Lübbecke
El Distrito de Minden-Lübbecke (en alemán: Kreis Minden-Lübbecke) se ubica en la parte más septentrional de Renania del Norte-Westfalia (Alemania) en la región de Detmold (Ostwestfalen-Lippe). La capital es Minden. El distrito se denomina también como Mühlenkreis.

## Composición del distrito
- Bad Oeynhausen, Ciudad (49.204)
- Espelkamp, Ciudad (25.920)
- Hille, Gemeinde (16.475)
- Hüllhorst, Gemeinde (13.654)
- Lübbecke, Ciudad (26.221)
- Minden, Ciudad (83.090)
- Petershagen, Ciudad (26.779)
- Porta Westfalica, Ciudad (36.064)
- Preußisch Oldendorf, Ciudad (13.310)
- Rahden, Ciudad (16.009)
- Stemwede, Gemeinde (14.520)

Estatus: 30 de junio de 2006
Fuentes: Landesamt für Datenverarbeitung und Statistik Nordrhein-Westfalen.

## Espacios naturales
El distrito de Minden-Lübbecke tiene cerca de 60 Parques naturales. Los más granes son:
- Bastauwiesen con 1778 ha
- Weseraue con 774 ha
- Mindener Wald con 515 ha
- Großes Torfmoor con 511 ha
- Heisterholz con 402 ha
- Staustufe Schlüsselburg con 268 ha
- Am Oppenweher Moor con 255 ha
- Oppenweher Moor con 215 ha

## Deportes
El distrito posee dos clubs de Liga de Balonmano:
- GWD Minden
- TuS-N-Lübbecke